# لوچیتو
لوچیتو (به ایتالیایی: Lucito) یک کومونه در ایتالیا است که در استان کامپوباسو واقع شده‌است.

## خصوصیات
لوچیتو ۳۱٫۲ کیلومترمربع مساحت و ۹۰۴ نفر جمعیت دارد.